# FIFA 월드컵

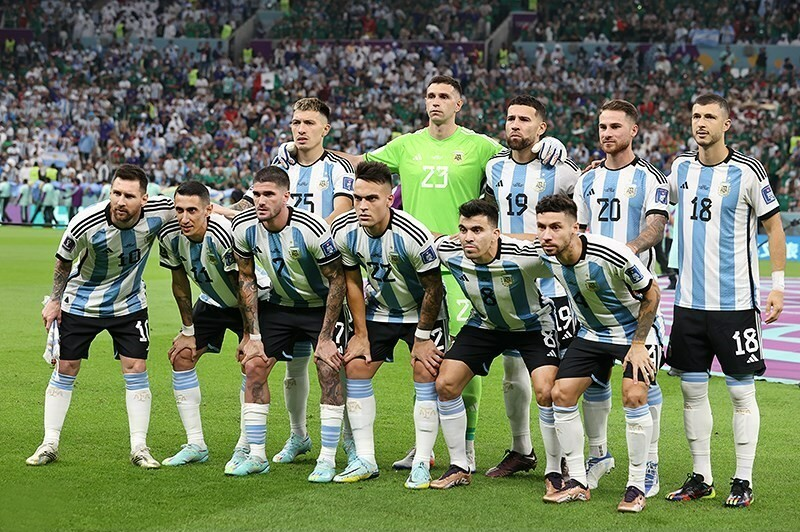
2022년 FIFA 월드컵에서 우승한 아르헨티나.

FIFA 월드컵(영어: FIFA World Cup)은 축구 국제 기구인 국제 축구 연맹(FIFA)에 가맹한 축구 협회(연맹)의  축구 국가대표팀만 참가하는 국제 축구 대회이다.
4년마다 열리는 월드컵은 1930년에 첫 대회가 열렸다. 1942년과 1946년 대회는 제2차 세계 대전으로 인하여 열리지 못했다. 대회는 예선 무대와 본선 무대 등 두 부분으로 나뉜다. 예선 무대는 본선에 진출할 32팀을 가려내기 위해 본선 보다 3년 일찍 시작한다. 현재 본선은 개최국 경기장에서 한 달 남짓 32개 팀이 우승을 놓고 경쟁하는 방식으로 진행된다. 월드컵 결승전은 세계에서 가장 많은 사람이 시청하는 단일 스포츠 경기이다. 어림잡아 7억 1,510만 명이 2006년 FIFA 월드컵 결승전을 시청했다고 한다.
총 20번 대회가 열리는 동안 8팀이 우승을 차지했다. 가장 우승 횟수가 많은 팀은 브라질로 총 다섯 번의 우승컵을 들어올렸다. 그 다음으로 이탈리아와 독일이 네 번, 아르헨티나가 세 번, 그리고 초대 우승팀인 우루과이와 프랑스가 각각 두 차례씩, 잉글랜드와 스페인가 각각 한 차례씩 우승을 차지했다. 네덜란드는 준우승만 3번(1974·1978·2010)했다.대한민국은 4위가 최고 기록이다.(2002)
가장 최근에 열린 2022년 FIFA 월드컵은 카타르에서 열렸고, 아르헨티나가 우승했다. 2026년은 캐나다/멕시코/미국에서 개최된다.
세계적인 종합 스포츠 행사 중 하나인 올림픽과 달리 월드컵은 단일 종목 대회다. 그리고 올림픽은 고대 그리스의 전통을 따라 한 도시를 중심으로 개최되지만, 월드컵은 한 국가를 중심으로 열리며 대회 기간은 올림픽이 보통 2주 동안 열리는데 비해 월드컵은 약 한달 동안 진행된다.

## 역사

### 이전의 국제 대회들
세계 최초의 A매치는 1872년 글래스고에서 열린 스코틀랜드 대 잉글랜드의 경기였으며, 1884년에 시작된 첫 국제 대회인 브리티시 홈 챔피언십(영국 정기전)의 계기가 되기도 했다. (이후 이 대회는 1984년까지 이어졌다.)  이때 축구는 영국과 아일랜드 외의 다른 나라에서는 찾아보기 어려웠다. 한 세기가 지나 다른 지역에서도 축구의 인기가 높아지면서 1900년, 1904년, 1906년 하계 올림픽에서 시범 종목으로 채택되었다. 이 대회에서 별도의 메달은 수여되지 않았다.
월드컵의 역사는
FIFA가 1904년에 설립된 이후로 FIFA가 주관하며 올림픽과는 별개로 국가대항 축구 대회를 만들고자 하는 시도가 1906년에 스위스에서 있었다. 하지만 FIFA의 공식적인 기록에 의하면 이 대회의 계획은 실패로 돌아갔다고 한다.
올림픽 대회가 아마추어 팀들 간에 계속 경쟁을 하는 방향으로 가는 가운데 1909년, 토머스 립튼은 토머스 립튼 트로피 선수권 대회를 토리노에서 개최한다. 립튼 선수권은 각기 한 국가를 대표하러 나온 개인 클럽간(국가 대표팀간이 아닌)의 대회였다. 대회는 때때로 첫 번째 월드컵이라고 묘사되곤 했으며, 이탈리아, 독일, 그리고 스위스의 일류 프로 클럽팀이 주로 참가했다. 그러나 잉글랜드 축구 협회는 이 대회에 관여하려 않았으며, 프로팀들을 보내달라는 제안을 거절했다. 립튼은 카운티 더럼에 있는 아마추어 팀인 웨스트 오클랜드를 잉글랜드 팀을 대표하여 대신 초대했다. 웨스트 오클랜드는 대회에서 우승했고, 1911년의 대회에서도 성공적으로 타이틀을 방어, 대회 규칙에 따라 트로피를 영원히 보유하게 되었다.
1914년에, FIFA는 올림픽에서의 축구 대회를 ‘세계 아마추어 축구 선수권대회’로서 승인해주었고, 대회의 관리를 맡게 되었다. 그 결과 1920년 하계 올림픽에서 세계 최초의 대륙 간 축구 대회가 열렸다. 이 대회에는 이집트와 13개의 유럽 팀들이 참가하였다. 금메달은 벨기에가 차지하였다.
1928년에 FIFA는 올림픽과는 별개로 직접 주관하는 대회를 개최하기로 한다. FIFA는 첫 번째 FIFA 월드컵 개최국을 1924년 하계 올림픽과 1928년 하계 올림픽의 축구 종목에서 금메달을 차지했고, 1930년에 독립 100주년을 맞이하게 되는 우루과이로 결정한다.

### 첫 번째 월드컵

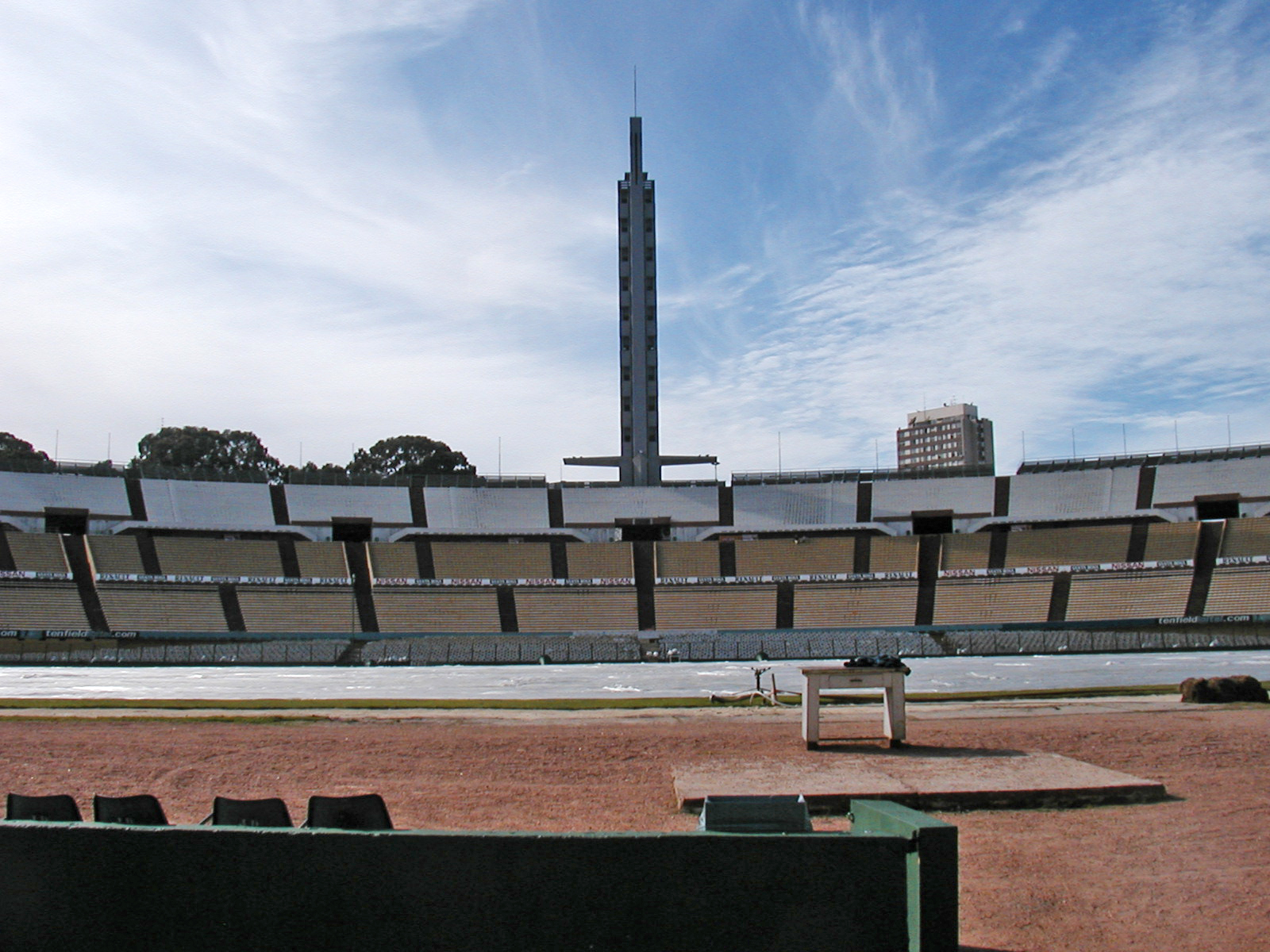
우루과이의 몬테비데오에 있는 센테나리오 경기장. 첫 번째 월드컵의 결승전이 열린 장소이다.

로스앤젤레스에서 열린 1932년 하계 올림픽에서는 개최국인 미국에서 미식축구의 인기 탓에 축구의 인기가 낮아 정식 종목으로 채택될 계획이 없었다. 또한, FIFA와 IOC의 아마추어 선수의 지위에 관한 의견이 일치하지 않았고 이에 따라 축구는 올림픽에서 제외되었다. 이어 당시 FIFA 회장이었던 쥘 리메는 첫 번째 월드컵 대회를 1930년 우루과이에서 개최하기로 했다. 각 국가의 축구 협회들은 대회 참가 초청을 받았지만, 유럽 지역의 팀들에는 우루과이가 대서양을 횡단해야 하는 먼 나라였기 때문에, 큰 지출과 오랜 여정이 불가피했다. 그런 이유에 따라 대회 2달 전까지도 팀을 보내겠다는 확약을 한 유럽 국가는 없었다. 결국, 쥘 리메는 유럽 팀들을 한 팀이라도 설득하기 위해 노력했으며 우루과이는 모든 체류비와 차비를 출전팀들에게 제공하겠다는 조건을 내건 끝에 여비 및 체류비용이 공짜라는 점과 쥘 리메의 눈치를 봐서 벨기에, 프랑스, 루마니아, 유고슬라비아가 대회 참가에 응했다. 이리하여 유럽에서 4팀, 북중미에서 2팀, 남미에서 7팀, 총 13개 팀이 대회에 참가하였다.
월드컵 개막식은 두 경기가 동시에 열렸으며, 프랑스와 미국이 각각 멕시코를 4-1로, 벨기에를 3-0으로 꺾고 승리했다. 월드컵 사상 첫 번째 득점은 프랑스의 루시앙 로랑이 기록했다.
우루과이는 몬테비데오에서 열린 결승전에서 93,000명의 관중 앞에서 아르헨티나를 4-2로 꺾으며 첫 번째 FIFA 월드컵 우승 팀이 되었다.

### 월드컵 대회가 맞은 시련
초창기 월드컵 대회가 직면했던 문제는 두 가지였다. 첫 번째는 대륙 간 장거리 여행의 어려움이었다. 첫 번째 대회가 우루과이에서 열렸을 때에는 유럽팀들이 장거리 여행의 어려움을 이유로 많은 팀이 불참했다면, 반대로 유럽에서 열린 두 번째, 세 번째 대회에서는 남미 팀들이 이와 같은 이유로 대회에 불참하였다.
두 번째는 전쟁 문제로, 네 번째 대회는 원래 1942년에 개최될 예정이었다. 1936년 8월 13일, 베를린에서 열린 제23차 FIFA 총회에서 독일이 공식적으로 개최 신청을 했다. 곧이어 브라질도 월드컵 개최를 신청하였다. 1939년 6월에는 아르헨티나도 개최 신청에 참여했다. 하지만, 제4회 대회의 개최국이 결정되기 전인 1939년 9월 1일, 독일이 폴란드를 침공하면서 제2차 세계 대전이 발발하여 결국 무산되었다. 이 탓에 다음 대회인 1946년 대회도 자동으로 무산되었다.
종전 후인 1946년 7월 26일 룩셈부르크 시에서 열린 FIFA 총회에서 제4회 대회를 1949년 브라질에서, 제5회 대회를 1953년 스위스에서 개최하기로 했다. 개최국이 결정된 다음날, 대회 준비를 이유로 개최가 한 해씩 미뤄져 제4회 대회는 1950년, 제5회 대회는 1954년 개최되게 되었다.

### 시련 이후 계속되는 성장

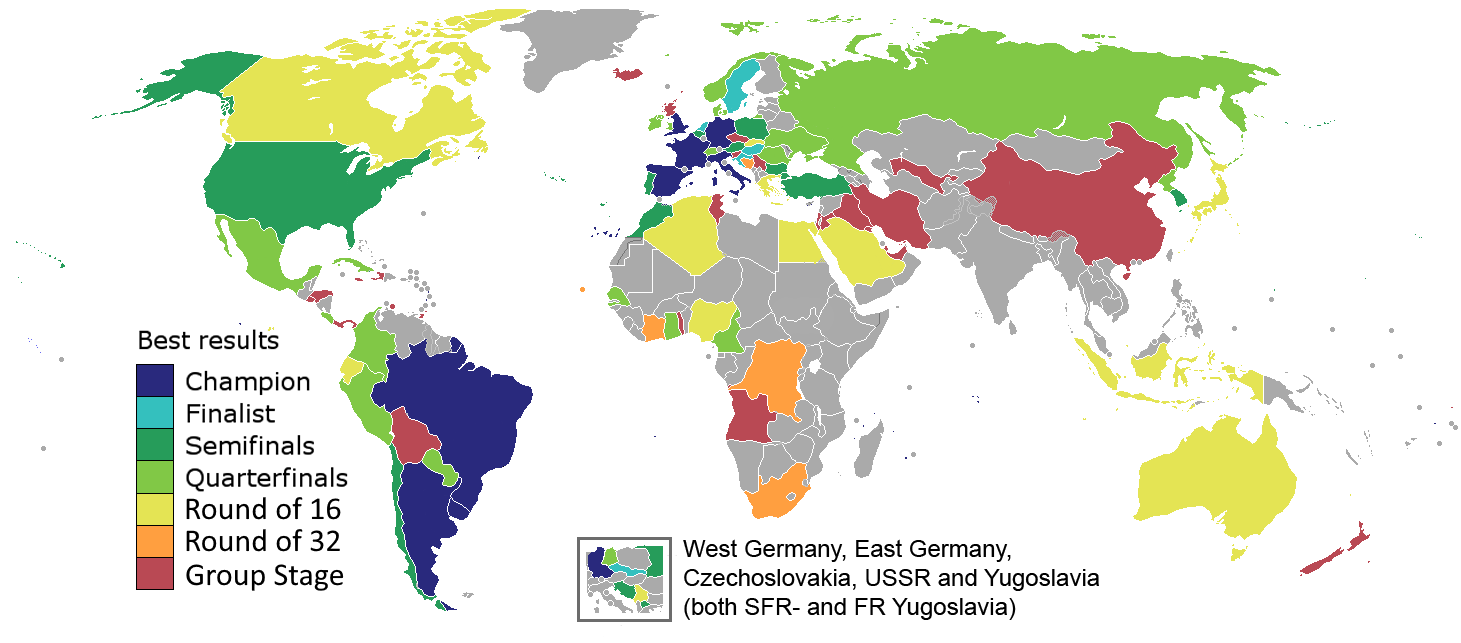
각국의 월드컵 최고 성적

1950년 FIFA 월드컵은 처음으로 영국의 팀들이 참가한 대회였다. 영국의 일부 팀들은 그들과 전쟁했던 나라들과의 대결하기를 꺼렸고 또 그들의 팀들이 다른 나라의 축구에 영향을 주는 것을 항의하고자 1920년에 FIFA에서 탈퇴했으나, 그러나 FIFA의 초청에 따라 1946년에 다시 가입했다. 추가로 1950년 월드컵은 한국 전쟁이 발발한 시각과 동일한 시각에 개막되었다. 그리고 1950년 대회에서는 또한, 제1회 대회의 우승국이었던 우루과이가 이전 두 대회의 참가 거부 끝에 복귀했다. 우루과이는 이 대회에서 다시 한 번 우승했고 이 대회는 마라카낭의 비극이라고 하는 역사상 유명한 경기로 후에 남게 되었다. 우루과이에 패배한 브라질은 그 굴욕을 참지 못해 유니폼의 색깔이 변경되었다.
1934년부터 1978년 대회까지는 1938년 대회에서 오스트리아가 나치 독일에 예선 통과 후에 흡수됨에 따라 15개 팀의 참가로 치러진 경우와, 1950년 대회에서 인도, 스코틀랜드, 터키가 기권해서 13개 팀의 참가로 치러진 경우를 제외하면 총 16개의 팀이 본선에서 경쟁을 치렀다. 가장 많은 참가를 한 국가들은 대부분 유럽과 남미에서 온 국가들이었으며 일부 소수의 북중미와 아프리카, 아시아, 오세아니아의 팀들이 참가했다. 이들 팀은 대부분 쉽게 유럽 팀들과 남미 팀들에 패했다. 1982년까지 유럽과 남미를 제외하고 1라운드를 벗어난 팀들은 1930년 대회에서 준결승에 들었던 미국, 1938년 대회에서 8강에 들었던 쿠바, 1966년 대회에서 8강에 들었던 조선민주주의인민공화국, 1970년 대회에서 8강에 들었던 멕시코가 전부였다.
본선 무대는 1982년에 이르러 24개 팀으로 늘어났고 이때 조별리그를 적용함에 있어 조3위팀끼리의 승점 차이로 4팀을 진출시키는 제도가 도입되었으며, 1998년에는 32개 팀으로 늘어나며 이때부터 조 3위는 무조건 탈락했는데, 이는 아프리카와 아시아, 북중미 팀들의 더 많은 참가를 가능하게 했다. 단 하나의 예외는 오세아니아 지역으로 이들은 최근 예선 기준으로 0.5장의 티켓만을 배분받아 본선 진출을 완전히 보장받지는 못하고 있다. 최근 몇 년간 이들 지역에서 좋은 성적을 내는 팀들이 늘어나고 있다. 멕시코는 1986년 FIFA 월드컵에서 8강에 들었으며 카메룬은 1990년 FIFA 월드컵에서 8강에, 불가리아는 1994년 FIFA 월드컵에서 준결승에, 대한민국은 2002년 FIFA 월드컵에 준결승이라는 성적을 기록했다. 또한, 2002년 대회에서는 그 외에 세네갈과 미국이 8강에 들었다. 그러나 여전히 유럽과 남미 팀들은 강력한 힘을 발휘하고 있는데, 그 예로 2006년 FIFA 월드컵에서는 8강에 든 팀이 오직 그들이었음이 이를 반증한다. 이와 같은 특정 지역의 편중 현상은 때로는 월드컵을 재미있게 만들기도 하지만 반대로 유럽, 남미의 지역 대회와 별다를 바 없는 모습이 되며, 그 밖의 대륙들에 소외감을 불러일으키는 문제점이 나타나기도 한다.
2006년 대회의 예선에는 198개 팀이 참가했으며 2010년 FIFA 월드컵에는 204개 팀이 본선 진출을 위해서 예선에 참가했고.
2014년 브라질에서 개최된 2014년 FIFA 월드컵 본선에 진출하기 위해 역사상 가장 많이 참여한 207개 국가가 예선에 참여했다.

### 다른 FIFA 대회들
여자 축구에서 FIFA 월드컵과 동등한 대회라 할 수 있는 FIFA 여자 월드컵은 1991년에 중국에서 처음으로 개최되었다. 여자 대회는 규모와 이력 면에서 남자 대회보다 작지만, 점점 성장하고 있다. 경기 참가자들의 숫자가 2007년 대회에서는 120팀으로, 1991년 대회의 참가팀들보다 2배 이상 늘어났다.
다른 스포츠들과는 다르게, 올림픽에서의 축구는 FIFA 월드컵이 생성된 이래로 크게 중요도가 높은 대회는 아니다. 최근에 이 대회에는 23세 미만의 선수들만이 참가하며, 23세 이상의 선수는 한 팀에 3명씩 참가할 수 있다.
FIFA 컨페더레이션스컵은 월드컵 본선이 열리는 1년 전에 해당 연도 월드컵 본선 개최국에서 열리는 대회로 다가오는 월드컵의 예행연습에 해당한다. 이 대회는 FIFA 대륙 연맹 대회에서 우승한 6개의 팀과 FIFA 월드컵 우승 팀, 개최국 등 모두 8개 팀이 참가한다.
FIFA는 또한 유소년 축구(FIFA U-20 월드컵, FIFA U-17 월드컵, FIFA U-20 여자 월드컵, FIFA U-17 여자 월드컵), 클럽 축구(FIFA 클럽 월드컵) 그리고 풋살(FIFA 풋살 월드컵)과 비치사커(FIFA 비치사커 월드컵)와 같은 축구 변형의 국제 대회를 주관하고 있다.

## 트로피
1930년부터 1970년까지 쥘 리메 컵이 월드컵 우승 팀에 수여되었다. 원래 이것은 단순히 ‘월드컵(World Cup)’ 혹은 ‘쿠프 뒤 몽드(Coupe du Monde)’라고 불렸지만, 1946년에 월드컵 대회 창시자인 FIFA 회장 쥘 리메의 이름을 따 다시 트로피의 이름을 다시 지었다. 1970년에, 브라질이 FIFA 대회에서 3회 우승을 함으로써 그들이 영구 소유할 권한을 얻었다. 그러나 그 트로피는 1983년에 도난당했으며 이후 되찾지 못하고 절도범들에 의해 팔려 용해되어, 현재는 복제품을 만들어 보존하고 있다.
1970년 이후에 FIFA컵으로 알려진 새 트로피가 디자인되었다. 7개 국가에서 온 FIFA의 전문가들은 53개의 제출된 모델들을 평가하고 최종적으로 이탈리아 디자이너인 실비오 가자니가의 작품을 선정했다. 새 트로피는 36센티미터 높이에 18캐럿 금으로 만들어졌고 6.175kg의 무게를 지녔다. 기본 바탕에는 준보석의 공작석 2층을 포함했으며 반면에 트로피의 아랫부분은 1974년부터의 FIFA 월드컵 우승국과 조각된 연도를 새길 수 있게 되어 있다. 가자니가의 트로피에 대한 묘사는 다음과 같았다.‘선은 기본으로부터 솟아, 나선 모양으로 오르며, 세계를 수용하려 뛰어오른다. 이 꼼꼼하고 역동적으로 조각된 몸매는 두 선수가 승리의 감동하는 모습을 표현한다.’
이 새 트로피의 원물은 FIFA의 소장품이며, 도난을 대비하여 23만 달러의 보험에도 가입되어 있다. 월드컵 우승 팀의 주장이 수여받고 나서 대표팀 감독하고 선수들이 모여서 기념촬영을 하는데, 그것은 도금한 모조품이다. 아르헨티나, 독일(서독), 이탈리아, 브라질이 두 번째 트로피를 두 번씩 소유한 바 있으며 프랑스가 한 차례씩 소유한 바가 있다. 이 트로피는 장식판에 우승 국가명이 모두 새겨질 2038년까지 존속되며, 그 이후에는 세 번째 트로피를 제작할 예정이다.

## 예선
제 2회 월드컵이 열린 1934년부터, 본선 참가자들을 가려내기 위한 예선이 열리고 있다. 예선은 6개의 FIFA 대륙 연맹(남미, 북중미 카리브, 아시아, 아프리카, 오세아니아, 유럽)별로 나뉘어 치러지며 각 대륙 연맹이 이를 관장한다. 매 대회에서 FIFA는 미리 대륙별로 출전 티켓 수를 배정하는데, 이는 일반적으로 대륙의 팀들의 축구 실력에 따라 안배되나 대륙 연맹에서의 로비 행위에 결정되기도 한다.

## 대륙별 본선 진출국 배분
각 대륙별로 본선 진출국을 배분하는 기준은 월드컵에서 대륙별로 거둔 성적과 FIFA 랭킹을 종합해서 결정하게 된다. 2026년 FIFA 월드컵 대회부터 48개국 체제로 확대되며 2개국 이상 공동개최 사례가 발생하므로 개최국을 포함한 총 48개팀의 티켓은 다음과 같이 배분된다.
| 대륙별 축구 협회 | FIFA 월드컵 참가 자격 회원 | 본선 진출팀 수 (개최국 포함) | 본선 진출 회원 비율 |
| ---------------- | -------------------------- | ---------------------------- | ------------------- |
| 아시아           | 46                         | 8+1⁄3                        | 18%                 |
| 아프리카         | 54                         | 9+1⁄3                        | 17%                 |
| 북중미카리브     | 35                         | 6+1⁄3                        | 19%                 |
| 남미             | 10                         | 6+1⁄3                        | 65%                 |
| 오세아니아       | 14                         | 1+1⁄3                        | 14%                 |
| 유럽             | 55                         | 16+(1⁄3) * 유럽에서 개최시   | 29%                 |
| 총               | 215                        | 48                           | 23%                 |

예선 과정은 거의 대부분 홈 앤드 어웨이로 치루어지며 본선이 열리기 거의 3년 전부터 시작하여 이후 2년간 지속한다. 예선의 형식은 각 대륙의 연맹마다 다르다. 대륙간 플레이오프는 2022년 대회부터 월드컵 개최국에서 개최되며 2026년 대회부터 유럽을 제외한 나머지 대륙에서 1팀씩과 개최대륙에서 추가 1팀(개최대륙 총 2팀)이 총 6팀 참가하여 최종 승자 2팀들이 월드컵 본선에 진출한다.
2026년 대회부터 월드컵 개최국은 소속 대륙 축구 협회에 배정되는 월드컵 참가 쿼터에 포함된다.

### 본선
최근의 월드컵 본선은 32개 팀이 한 달 동안 특정 개최국에서 이루어지는 것이 특징이다. 본선은 2개의 라운드로 이루어져 있는데, ‘조별 리그전’과 ‘토너먼트전’이 그것이다.
우선 조추첨은 대회 약 7개월 전에 배정된다.
먼저 본선 진출한 32개팀은 4개 팀씩 8개 조에 배정된다. 그 과정은 다음과 같다.
32개팀 중 8개 팀이 시드를 우선 배정 받는데 여기서 개최국은 첫 번째 조 즉 A조에 먼저 배정한다. 나머지 7개 팀 중 1팀은 지난 월드컵 대회 우승국으로서, 개최국과 초반에 만나는 것을 방지하기 위해 5번째 조부터인 E조~H조 중 한자리에 배정시킨다. 물론 이 경우는 우승국이 예선대회를 통과했을 때의 상황이며, 우승국이 이번 월드컵 예선에 탈락한 경우 본선 진출한 최상위 1팀이 대신 배정 받는다. (하지만 이것은 2014년 브라질 월드컵에서 2010년 남아공 월드컵 우승국 스페인이 B조로 배정됨에 따라 규칙이 깨졌다.) 그 다음 상위 6개 팀은 비어있는 다른 조에 1자리씩 무작위로 배정 받는다. 이때 개최국을 제외한, 우선적으로 각 조에 배정된 이 7개 팀을 월등한 실력을 가지고 있는 나라들로만 구성된 톱시드라고 한다.
이 톱시드는 최근 FIFA 랭킹과 지난 월드컵 대회에서의 성적 전체를 기반으로 하여 배정한다. 단 이 톱시드는 피파 랭킹을 반영하여 선정되기 때문에 조추첨 이전에 실시된 월드컵 예선에서 각 대륙간의 예선 진행 중 대륙간 플레이오프를 걸쳐서 본선에 진출한 나라의 경우에는 지난대회 우승국이 아닌 이상 톱시드 대상에서 제외된다.
나머지 팀들은 다른 ‘팟’(pot)에 배정되며 이는 보통 지리적인 기준을 기초로 하고 각 항아리에 속한 팀들은 무작위로 8개 조에 추첨된다. 1998년부터는 특정 한 조에 유럽 팀들이 2팀을 초과하거나 그 외 대륙의 팀들이 1팀을 초과하지 못하도록 하고 있다.
각 조는 리그전 형식으로 치러지며 이에 따라 모든 팀이 적어도 3경기를 치를 수 있다. 각 조의 마지막 라운드 경기는 각 팀 간의 공정성 유지 및 승부조작을 방지하기 위해 같은 시간에 경기를 치르도록 하고 있다. 각 조에서 상위 두 개 팀이 본선 토너먼트로 진출한다. 승점은 조 안에서의 순위를 가르기 위해 사용된다. 1994년부터, 경기에 승리했을 때는 3점이 주어졌고 비겼을 때는 1점이 주어졌으며 패했을 때는 0점이 주어졌다. (이 이전까지 승리 시 승점은 2점이었다.) 만약 두 개 혹은 그 이상의 팀이 승점이 같다면, 동점 시 처리 방법이 사용된다. 처음은 골 득실 차로, 그 다음에는 총 득점으로, 그 다음에는 승자 승 결과로, 마지막으로는 추첨이 동원된다. (즉, 팀의 순위가 무작위로 결정된다.) 일례로, 1990년 대회에서 F조는 잉글랜드가 이집트에 1-0으로 승리를 거둔 것을 제외하고 모두 무승부를 거두는 바람에 네덜란드와 아일랜드가 3전 전무로 서로 동률을 이루고 있었는데, 득점마저도 양팀이 2점으로 같고 승자승 원칙으로도 1-1 무승부이기 때문에 우열을 가릴 수 없게 되자 추첨을 통해 아일랜드가 2위로 16강에 직행하는 행운을 거머쥐었다. 그러나 3위로 떨어진 네덜란드도 각조 3위팀 중 3위를 기록하여 16강에 진출하였다. 본래 리그전은 각 경기마다 날짜를 다르게 정해서 시합하게 되어 있었으나 1982년 FIFA 월드컵 당시 알제리에게 패하고 알제리에 밀려 탈락할 위기에 놓인 서독이 조별리그 마지막 경기 중에서 알제리와 칠레의 경기가 서독과 오스트리아의 경기보다 하루 먼저 실시된다는 점을 악용하여 알제리와 칠레전을 관람한 이후 그 경기 결과에 맞춰 오스트리아와 짜고 승부조작을 해서 그 조는 서독과 오스트리아가 2라운드에 진출했다. 이러한 승부조작을 막기 위해 FIFA측은 그 다음 월드컵인 1986년 FIFA 월드컵부터는 조별리그 마지막 경기에 한해서만 두 경기를 동시에 진행하도록 규정을 바꿨다.
2차전은 토너먼트 형식으로, 진출팀을 가리기 위해 필요시에는 연장전과 승부차기를 포함하여 단판제 경기를 치른다. 이 형태는 16강전부터 적용되며 각 조의 1위 팀은 다른 조의 2위 팀과 경기를 하게 된다. 이 토너먼트의 경기방식은 이후 8강전, 준결승전, 3위 결정전, 결승전에도 이어진다.

## 개최국 선정
초창기 월드컵은 FIFA 평의회에서 개최될 국가를 배분하였다. 축구에서 두 중심축이었던 유럽과 남미 사이에는 배로 3주나 여행해야 했기 때문에 지역 선정은 여러 논란을 불러일으켰다. 예를 들어, 우루과이에서 개최된 첫 번째 월드컵은 단 4개의 유럽 팀만이 대회에 출전하였다. 그리고 다음 두 번의 월드컵은 모두 유럽에서 열렸다. 아메리카 대륙 사람들은 월드컵이 두 대륙 간에 순환개최를 하는 것으로 알고 있었기 때문에, 이들 중 두 번째로 유럽에서 개최되도록 결정이 났던 프랑스에서의 1938년 FIFA 월드컵은 논쟁거리였다. 그에 따라 아르헨티나와 우루과이는 이 대회에 불참하였다.
원래는 1942년에 월드컵이 개최될 예정이었으나 제2차 세계대전의 여파로 인하여 월드컵을 개최하지 못하고 있었으며 FIFA는 쥘 리메 컵이 나치 독일에 몰수당할 것을 걱정해야만 했다. 당시 FIFA 부회장이자 이탈리아 축구협회 회장이었던 오토리노 바라시는 나치로부터 쥘 리메 컵을 몰수당하지 않기 위해 로마에서 몰래 자신의 집으로 쥘 리메 컵을 가져온 뒤 신발 상자에 넣고 이 상자를 침대 밑에 숨겼다. 전쟁으로 인하여 1950년 FIFA 월드컵이 개최될 때까지 월드컵은 개최되지 못하고 있었다.
1958년 FIFA 월드컵 이후에 FIFA는 미래의 대회 참가 거부나 논쟁을 피하고자 아메리카 대륙과 유럽이 매번 번갈아가며 개최하는 형태를 취하도록 했으며 이것은 1998년 FIFA 월드컵까지 유지되었다. 대한민국과 일본이 공동 개최한 2002년 FIFA 월드컵은 아시아에서 처음으로 개최된 대회이며 또한 2개국 이상이 공동 개최한 첫 대회이다. 2010년 FIFA 월드컵에서, 남아프리카공화국은 역사상 처음으로 대회를 개최하는 아프리카 나라가 된다. 2014년 FIFA 월드컵은 브라질에서 개최되며 이는 1978년 FIFA 월드컵 이래로 처음으로 남미에서 열리는 대회가 되며, 또한 유럽 이외의 지역에서 연속적으로 개최되는 첫 사례가 된다.
그러나 계속적으로 유럽과 남미에서만 개최되다가 그 이외의 지역의 월드컵 개최에 대해서도 신중한 논의가 된 끝에 1970년 FIFA 월드컵에 멕시코를 개최국으로 선정한 것을 시작으로 유럽과 남미 이외의 지역에서 월드컵 개최가 시작되었으며 1994년 FIFA 월드컵에는 미국이 개최를 하였다. 1990년대 이후에는 유럽과 미주 지역 이외의 대륙에서 월드컵을 개최하자는 논의가 진행되어 2002년 FIFA 월드컵에 아시아인 대한민국과 일본이 공동개최를 하게 되었고 2010년 FIFA 월드컵에서 아프리카의 남아프리카공화국이 개최하게 되었다.
개최국은 현재 FIFA 집행위원회의 투표에 의해 결정된다. 이는 단기이양식 선거 방식 아래 행해진다. 개최 희망국은 FIFA로부터 유치전에서 유리한 고지를 점할 수 있는 요소와 준비단계에 대한 설명이 들어간 개최 협약(Hosting Agreement)을 받는다. 유치 후보국의 협회에서는 입후보 공식 확인을 위한 확인서를 받는다. 그 후에, FIFA는 해당 국가에 조사단을 파견하여 유치 조건을 만족하는지를 알아본 후 그 국가에 대한 보고서가 작성된다. 월드컵 대회를 개최할 국가를 누가 할지는 현재 해당 대회의 개최 6~7년 전에 결정된다.
2010년과 2014년 월드컵에서, 본선 대회는 대륙 간 순환 개최를 원칙으로 해서 그 대륙에 속한 국가들만이 대회 유치에 참가할 수 있도록 허락되었다. 2006년 FIFA 월드컵 개최국 선정을 위한 투표에서, 독일이 남아공을 이기고 개최하게 되면서 생긴 여러 논란으로 말미암아, 대륙별 순환 개최 원칙이 도입되었다. 그러나 대륙별 순환 개최 원칙은 2018년 이후로는 폐기되며 그로 말미암아 이전 두 대회를 개최했던 대륙(아프리카, 남미)을 제외한 2018년 FIFA 월드컵은 러시아에서 개최되며 2022년 FIFA 월드컵은 서남아시아(중동) 지역의 카타르에서 개최된다. 이렇게 된 데에는 2014년 대회 개최국 선정에서 벌어졌던 브라질의 단독 후보와 같은 상황을 피하기 위한 이유가 부분적으로 있다.

## 조 편성
초창기 월드컵에서는 실력과 상관없이 무작위로 조 편성을 했다. 그 결과 1954년 FIFA 월드컵에서는 서독이 약체 팀들과만 경기해 우승한 반면 헝가리는 우승 후보들과 치열한 접전을 벌여야만 했다. 그리고 1986년 FIFA 월드컵에서는 두 디펜딩 챔피언인 아르헨티나(1978년 FIFA 월드컵 우승국)와 이탈리아(1982년 FIFA 월드컵 우승국)가 같은 조에 묶여 형평성에 어긋난다는 취지로 인하여 각 조별로 톱시드 제도가 생겨나기 시작했다. 과거 유럽과 미주지역 위주로 출전했던 월드컵에 아프리카, 아시아 등 세계 각국에서 출전하게 되자 대륙별로 분할하여 조 편성을 하게 되었다.

### 톱시드 편성
A조는 항상 개최국이 톱시드가 되었다. 2002년 월드컵 이전에는 디펜딩 챔피언이 A조 톱시드가 되었으며 개최국은 무작위로 조 편성을 받았으나 2006년 FIFA 월드컵부터 디펜딩 챔피언의 자동진출제도가 폐지되면서 개최국이 A조의 톱시드가 되었다. 2014년 FIFA 월드컵 이후부터는 순수히 FIFA 랭킹만으로 톱시드를 결정했다. 따라서 개최국이 1개국일 경우 FIFA 랭킹 1위부터 7위까지 톱시드가 된다.

## 미디어 중계
월드컵은 1954년에 처음으로 TV를 통해 중계되기 시작해, 현재는 올림픽 보다 시청자 수가 더 많은 스포츠 행사이다. 2006년 월드컵의 누적 시청자수는 어림잡아 262억 9천만 명 정도이다. 7억 1,510만의 시청자들이 2006년 대회의 결승전을 시청했는데, 이는 지구상의 전체 인구 중 9분의 1이 시청한 셈이다. 32개 각 팀을 8개의 조로 나누는 것을 결정하는 2006년 FIFA 월드컵 조 추첨은 약 3억 명의 시청자가 시청하였다. 하지만, 월드컵 시청률이 높게 나올 수밖에 없는 이유는 월드컵은 축구 한 종목에 시선이 집중되기 때문이다. 올림픽은 월드컵과 같이 단일 스포츠 축제가 아닌 수많은 종목들로 이루어진 종합 스포츠 축제이다. 하계 올림픽 기준 30개 이상의 스포츠 종목이 동시간 여러 지역에 걸쳐서 동시에 이루어지기 때문에 월드컵과 다르게 시청률이 분산된다.

## 역대 대회 결과

### 역대 결승전 & 3·4위 결정전
| 회차 | 연도 | 개최국                                              | 결승전     | 결승전               | 결승전         | 3·4위 결정전 | 3·4위 결정전 | 3·4위 결정전 |
| 회차 | 연도 | 개최국                                              | 우승       | 결과                 | 준우승         | 3위          | 결과         | 4위          |
| ---- | ---- | --------------------------------------------------- | ---------- | -------------------- | -------------- | ------------ | ------------ | ------------ |
| 1회  | 1930 | 우루과이                                            | 우루과이   | 4–2                  | 아르헨티나     | 미국         | [ 38 ]       | 유고슬라비아 |
| 2회  | 1934 | 이탈리아                                            | 이탈리아   | 2–1 (a.e.t.)         | 체코슬로바키아 | 독일         | 3–2          | 오스트리아   |
| 3회  | 1938 | 프랑스                                              | 이탈리아   | 4–2                  | 헝가리         | 브라질       | 4–2          | 스웨덴       |
| 4회  | 1950 | 브라질                                              | 우루과이   | 2–1                  | 브라질         | 스웨덴       | 3–1          | 스페인       |
| 5회  | 1954 | 스위스                                              | 서독       | 3–2                  | 헝가리         | 오스트리아   | 3–1          | 우루과이     |
| 6회  | 1958 | 스웨덴                                              | 브라질     | 5–2                  | 스웨덴         | 프랑스       | 6–3          | 서독         |
| 7회  | 1962 | 칠레                                                | 브라질     | 3–1                  | 체코슬로바키아 | 칠레         | 1–0          | 유고슬라비아 |
| 8회  | 1966 | 잉글랜드                                            | 잉글랜드   | 4–2 (a.e.t.)         | 서독           | 포르투갈     | 2–1          | 소련         |
| 9회  | 1970 | 멕시코                                              | 브라질     | 4–1                  | 이탈리아       | 서독         | 1–0          | 우루과이     |
| 10회 | 1974 | 서독                                                | 서독       | 2–1                  | 네덜란드       | 폴란드       | 1–0          | 브라질       |
| 11회 | 1978 | 아르헨티나                                          | 아르헨티나 | 3–1 (a.e.t.)         | 네덜란드       | 브라질       | 2–1          | 이탈리아     |
| 12회 | 1982 | 스페인                                              | 이탈리아   | 3–1                  | 서독           | 폴란드       | 3–2          | 프랑스       |
| 13회 | 1986 | 멕시코                                              | 아르헨티나 | 3–2                  | 서독           | 프랑스       | 4–2 (a.e.t.) | 벨기에       |
| 14회 | 1990 | 이탈리아                                            | 서독       | 1–0                  | 아르헨티나     | 이탈리아     | 2–1          | 잉글랜드     |
| 15회 | 1994 | 미국                                                | 브라질     | 0–0 (a.e.t.) (3–2 p) | 이탈리아       | 스웨덴       | 4–0          | 불가리아     |
| 16회 | 1998 | 프랑스                                              | 프랑스     | 3–0                  | 브라질         | 크로아티아   | 2–1          | 네덜란드     |
| 17회 | 2002 | 대한민국 일본                                       | 브라질     | 2–0                  | 독일           | 튀르키예     | 3–2          | 대한민국     |
| 18회 | 2006 | 독일                                                | 이탈리아   | 1–1 (a.e.t.) (5–3 p) | 프랑스         | 독일         | 3–1          | 포르투갈     |
| 19회 | 2010 | 남아프리카 공화국                                   | 스페인     | 1–0 (a.e.t.)         | 네덜란드       | 독일         | 3–2          | 우루과이     |
| 20회 | 2014 | 브라질                                              | 독일       | 1–0 (a.e.t.)         | 아르헨티나     | 네덜란드     | 3–0          | 브라질       |
| 21회 | 2018 | 러시아                                              | 프랑스     | 4–2                  | 크로아티아     | 벨기에       | 2–0          | 잉글랜드     |
| 22회 | 2022 | 카타르                                              | 아르헨티나 | 3–3 (a.e.t.) (4–2 p) | 프랑스         | 크로아티아   | 2–1          | 모로코       |
| 23회 | 2026 | 캐나다 멕시코 미국                                  | ·          | –                    | ·              | ·            | –            | ·            |
| 24회 | 2030 | 모로코 포르투갈 스페인 아르헨티나 파라과이 우루과이 | · ?        | –                    | · ?            | · ?          | –            | · ?          |
| 25회 | 2034 | 사우디아라비아                                      | · ?        | –                    | · ?            | · ?          | –            | · ?          |

### 국가별 우승 횟수
| 국가       | 우승 횟수 |
| ---------- | --------- |
| 브라질     | 5회       |
| 독일       | 4회       |
| 이탈리아   | 4회       |
| 아르헨티나 | 3회       |
| 프랑스     | 2회       |
| 우루과이   | 2회       |
| 스페인     | 1회       |
| 잉글랜드   | 1회       |

### 4강 진출 국가 기록
| 국가대표팀 | 우승                             | 준우승                     | 3위                        | 4위                  | 진출 횟수 |
| ---------- | -------------------------------- | -------------------------- | -------------------------- | -------------------- | --------- |
| 브라질     | 5 (1958, 1962, 1970, 1994, 2002) | 2 (1950, 1998)             | 2 (1938, 1978)             | 2 (1974, 2014)       | 11        |
| 독일       | 4 (1954, 1974, 1990, 2014)       | 4 (1966, 1982, 1986, 2002) | 4 (1934, 1970, 2006, 2010) | 1 (1958)             | 13        |
| 이탈리아   | 4 (1934, 1938, 1982, 2006)       | 2 (1970, 1994)             | 1 (1990)                   | 1 (1978)             | 8         |
| 아르헨티나 | 3 (1978, 1986, 2022)             | 3 (1930, 1990, 2014)       | —                          | —                    | 6         |
| 프랑스     | 2 (1998, 2018)                   | 2 (2006, 2022)             | 2 (1958, 1986)             | 1 (1982)             | 8         |
| 우루과이   | 2 (1930, 1950)                   | —                          | —                          | 3 (1954, 1970, 2010) | 5         |
| 스페인     | 1 (2010)                         | —                          | —                          | 1 (1950)             | 2         |
| 잉글랜드   | 1 (1966)                         | —                          | —                          | 2 (1990, 2018)       | 3         |
| 네덜란드   | —                                | 3 (1974, 1978, 2010)       | 1 (2014)                   | 1 (1998)             | 5         |
| 체코       | —                                | 2 (1934, 1962)             | —                          | —                    | 2         |
| 헝가리     | —                                | 2 (1938, 1954)             | —                          | —                    | 2         |
| 크로아티아 | —                                | 1 (2018)                   | 2 (1998, 2022)             | —                    | 3         |
| 스웨덴     | —                                | 1 (1958)                   | 2 (1950, 1994)             | 1 (1938)             | 4         |
| 폴란드     | —                                | —                          | 2 (1974, 1982)             | —                    | 2         |
| 오스트리아 | —                                | —                          | 1 (1954)                   | 1 (1934)             | 2         |
| 포르투갈   | —                                | —                          | 1 (1966)                   | 1 (2006)             | 2         |
| 벨기에     | —                                | —                          | 1 (2018)                   | 1 (1986)             | 2         |
| 미국       | —                                | —                          | 1 (1930)                   | —                    | 1         |
| 칠레       | —                                | —                          | 1 (1962)                   | —                    | 1         |
| 튀르키예   | —                                | —                          | 1 (2002)                   | —                    | 1         |
| 세르비아   | —                                | —                          | —                          | 2 (1930, 1962)       | 2         |
| 러시아     | —                                | —                          | —                          | 1 (1966)             | 1         |
| 불가리아   | —                                | —                          | —                          | 1 (1994)             | 1         |
| 대한민국   | —                                | —                          | —                          | 1 (2002)             | 1         |
| 모로코     | —                                | —                          | —                          | 1 (2022)             | 1         |

## 통산 성적
1930년 FIFA 월드컵부터 2022년 FIFA 월드컵까지 22번의 월드컵에서 각 국가가 기록한 성적을 순위별로 나열한 통계표다. 총 80개국이 월드컵 본선에 진출했으며, 이중 동독은 통일 이후 국가가 사라졌다.
순위를 결정하는 기준은 다음과 같다.
- 승리 3점, 무승부 1점, 패배 0점으로 계산한다. (1990년 월드컵 이전에는 승리가 2점이었지만 전부 3점으로 처리)
- 승점이 많을수록 상위권에 랭크
- 승점이 같으면 골득실 > 다득점 순으로 랭크
- 굵은 글씨(숫자)는 각 기록에서 가장 높은 순위

| 순위 | 국가                  | 승점 | 진출 | 경기 | 승 | 무 | 패 | 득점 | 실점 | 득실차 | 최고 성적 |
| ---- | --------------------- | ---- | ---- | ---- | -- | -- | -- | ---- | ---- | ------ | --------- |
| 1    | 브라질                | 247  | 22   | 114  | 76 | 19 | 19 | 237  | 108  | +129   | 우승 (5)  |
| 2    | 독일                  | 225  | 20   | 112  | 68 | 21 | 23 | 231  | 130  | +103   | 우승 (4)  |
| 3    | 아르헨티나            | 160  | 18   | 88   | 48 | 16 | 24 | 154  | 102  | +52    | 우승 (3)  |
| 4    | 이탈리아              | 156  | 18   | 83   | 45 | 21 | 17 | 128  | 77   | +51    | 우승 (4)  |
| 5    | 스페인                | 139  | 16   | 74   | 41 | 16 | 17 | 143  | 74   | +69    | 우승 (2)  |
| 6    | 프랑스                | 128  | 16   | 73   | 38 | 14 | 21 | 133  | 85   | +48    | 우승 (1)  |
| 7    | 잉글랜드              | 118  | 16   | 74   | 32 | 22 | 20 | 104  | 69   | +35    | 우승 (1)  |
| 8    | 네덜란드              | 95   | 11   | 52   | 27 | 14 | 11 | 91   | 56   | +35    | 준우승    |
| 9    | 우루과이              | 88   | 14   | 59   | 25 | 13 | 21 | 90   | 76   | +14    | 우승 (2)  |
| 10   | 벨기에                | 73   | 14   | 51   | 21 | 10 | 20 | 69   | 74   | -5     | 3위       |
| 11   | 스웨덴                | 70   | 12   | 51   | 19 | 13 | 19 | 80   | 73   | +7     | 준우승    |
| 12   | 멕시코                | 66   | 17   | 60   | 17 | 15 | 28 | 62   | 101  | -39    | 8강       |
| 13   | 러시아                | 65   | 11   | 44   | 19 | 8  | 17 | 75   | 54   | +21    | 4위       |
| 14   | 세르비아              | 63   | 13   | 49   | 18 | 9  | 22 | 71   | 71   | 0      | 4위       |
| 15   | 포르투갈              | 58   | 8    | 35   | 17 | 7  | 11 | 61   | 41   | +20    | 3위       |
| 16   | 폴란드                | 57   | 9    | 38   | 17 | 6  | 15 | 49   | 50   | -1     | 3위       |
| 17   | 스위스                | 50   | 12   | 41   | 14 | 8  | 19 | 55   | 73   | -18    | 8강       |
| 18   | 헝가리                | 48   | 9    | 32   | 15 | 3  | 14 | 87   | 57   | +30    | 준우승    |
| 19   | 크로아티아            | 47   | 6    | 30   | 13 | 9  | 8  | 43   | 33   | +10    | 준우승    |
| 20   | 체코                  | 41   | 9    | 33   | 12 | 5  | 16 | 47   | 49   | -2     | 준우승    |
| 21   | 오스트리아            | 40   | 7    | 29   | 12 | 4  | 13 | 43   | 47   | -4     | 3위       |
| 22   | 칠레                  | 40   | 9    | 33   | 11 | 7  | 15 | 40   | 49   | -9     | 3위       |
| 23   | 미국                  | 35   | 11   | 37   | 9  | 8  | 20 | 40   | 68   | -28    | 3위       |
| 24   | 덴마크                | 33   | 6    | 23   | 9  | 6  | 8  | 31   | 29   | +2     | 8강       |
| 25   | 파라과이              | 31   | 8    | 27   | 7  | 10 | 10 | 30   | 38   | -8     | 8강       |
| 26   | 대한민국              | 31   | 11   | 38   | 7  | 10 | 21 | 39   | 78   | -39    | 4위       |
| 27   | 콜롬비아              | 30   | 6    | 22   | 9  | 3  | 10 | 32   | 30   | +2     | 8강       |
| 28   | 루마니아              | 29   | 7    | 21   | 8  | 5  | 8  | 30   | 32   | -2     | 8강       |
| 29   | 일본                  | 27   | 7    | 25   | 7  | 6  | 12 | 25   | 33   | -8     | 16강      |
| 30   | 코스타리카            | 23   | 6    | 21   | 6  | 5  | 10 | 22   | 39   | -17    | 8강       |
| 31   | 카메룬                | 23   | 8    | 26   | 5  | 8  | 13 | 22   | 47   | -25    | 8강       |
| 32   | 모로코                | 22   | 6    | 23   | 5  | 7  | 11 | 21   | 27   | -6     | 4위       |
| 33   | 나이지리아            | 21   | 6    | 21   | 6  | 3  | 12 | 23   | 30   | -7     | 16강      |
| 34   | 스코틀랜드            | 19   | 8    | 23   | 4  | 7  | 12 | 25   | 41   | -16    | 조별리그  |
| 35   | 가나                  | 18   | 4    | 15   | 5  | 3  | 7  | 18   | 23   | -5     | 8강       |
| 36   | 페루                  | 18   | 5    | 18   | 5  | 3  | 10 | 21   | 33   | -12    | 8강       |
| 37   | 에콰도르              | 17   | 4    | 13   | 5  | 2  | 6  | 14   | 14   | 0      | 16강      |
| 38   | 세네갈                | 17   | 3    | 12   | 4  | 5  | 3  | 16   | 18   | -2     | 8강       |
| 39   | 불가리아              | 17   | 7    | 26   | 3  | 8  | 15 | 22   | 53   | -31    | 4위       |
| 40   | 튀르키예              | 16   | 2    | 10   | 5  | 1  | 4  | 20   | 17   | +3     | 3위       |
| 41   | 호주                  | 16   | 6    | 20   | 4  | 4  | 12 | 17   | 38   | -21    | 16강      |
| 42   | 아일랜드              | 14   | 3    | 13   | 2  | 8  | 3  | 10   | 10   | 0      | 8강       |
| 43   | 북아일랜드            | 14   | 3    | 13   | 3  | 5  | 5  | 13   | 23   | -10    | 8강       |
| 44   | 튀니지                | 14   | 6    | 18   | 3  | 5  | 10 | 14   | 26   | -12    | 조별리그  |
| 45   | 사우디아라비아        | 14   | 6    | 19   | 4  | 2  | 13 | 14   | 44   | -30    | 16강      |
| 46   | 이란                  | 13   | 6    | 18   | 3  | 4  | 11 | 13   | 31   | -18    | 조별리그  |
| 47   | 알제리                | 12   | 4    | 13   | 3  | 3  | 7  | 13   | 19   | -6     | 16강      |
| 48   | 코트디부아르          | 10   | 3    | 9    | 3  | 1  | 5  | 13   | 14   | -1     | 조별리그  |
| 49   | 남아프리카 공화국     | 10   | 3    | 9    | 2  | 4  | 3  | 11   | 16   | -5     | 조별리그  |
| 50   | 노르웨이              | 9    | 3    | 8    | 2  | 3  | 3  | 7    | 8    | -1     | 16강      |
| 51   | 동독                  | 8    | 1    | 6    | 2  | 2  | 2  | 5    | 5    | 0      | 8강       |
| 52   | 그리스                | 8    | 3    | 10   | 2  | 2  | 6  | 5    | 20   | -15    | 16강      |
| 53   | 우크라이나            | 7    | 1    | 5    | 2  | 1  | 2  | 5    | 7    | -2     | 8강       |
| 54   | 웨일스                | 7    | 2    | 8    | 1  | 4  | 3  | 5    | 10   | -5     | 8강       |
| 55   | 슬로바키아            | 4    | 1    | 4    | 1  | 1  | 2  | 5    | 7    | -2     | 16강      |
| 56   | 슬로베니아            | 4    | 2    | 6    | 1  | 1  | 4  | 5    | 10   | -5     | 조별리그  |
| 57   | 쿠바                  | 4    | 1    | 3    | 1  | 1  | 1  | 5    | 12   | -7     | 8강       |
| 58   | 북한                  | 4    | 2    | 7    | 1  | 1  | 5  | 6    | 21   | -15    | 8강       |
| 59   | 보스니아 헤르체고비나 | 3    | 1    | 3    | 1  | 0  | 2  | 4    | 4    | 0      | 조별리그  |
| 60   | 자메이카              | 3    | 1    | 3    | 1  | 0  | 2  | 3    | 9    | -6     | 조별리그  |
| 61   | 뉴질랜드              | 3    | 2    | 6    | 0  | 3  | 3  | 4    | 14   | -10    | 조별리그  |
| 62   | 온두라스              | 3    | 3    | 9    | 0  | 3  | 6  | 3    | 14   | -11    | 조별리그  |
| 63   | 앙골라                | 2    | 1    | 3    | 0  | 2  | 1  | 1    | 2    | -1     | 조별리그  |
| 64   | 이스라엘              | 2    | 1    | 3    | 0  | 2  | 1  | 1    | 3    | -2     | 조별리그  |
| 65   | 이집트                | 2    | 3    | 7    | 0  | 2  | 5  | 5    | 12   | -7     | 조별리그  |
| 66   | 아이슬란드            | 1    | 1    | 3    | 0  | 1  | 2  | 2    | 5    | -3     | 조별리그  |
| 67   | 쿠웨이트              | 1    | 1    | 3    | 0  | 1  | 2  | 2    | 6    | -4     | 조별리그  |
| 68   | 트리니다드 토바고     | 1    | 1    | 3    | 0  | 1  | 2  | 0    | 4    | -4     | 조별리그  |
| 69   | 볼리비아              | 1    | 3    | 6    | 0  | 1  | 5  | 1    | 20   | -19    | 조별리그  |
| 70   | 이라크                | 0    | 1    | 3    | 0  | 0  | 3  | 1    | 4    | -3     | 조별리그  |
| 71   | 토고                  | 0    | 1    | 3    | 0  | 0  | 3  | 1    | 6    | -5     | 조별리그  |
| 72   | 카타르                | 0    | 1    | 3    | 0  | 0  | 3  | 1    | 7    | -6     | 조별리그  |
| 73   | 인도네시아            | 0    | 1    | 1    | 0  | 0  | 1  | 0    | 6    | -6     | 1라운드   |
| 74   | 아랍에미리트          | 0    | 1    | 3    | 0  | 0  | 3  | 2    | 11   | -9     | 조별리그  |
| 74   | 파나마                | 0    | 1    | 3    | 0  | 0  | 3  | 2    | 11   | -9     | 조별리그  |
| 76   | 중화인민공화국        | 0    | 1    | 3    | 0  | 0  | 3  | 0    | 9    | -9     | 조별리그  |
| 77   | 캐나다                | 0    | 2    | 6    | 0  | 0  | 6  | 2    | 12   | -10    | 조별리그  |
| 78   | 아이티                | 0    | 1    | 3    | 0  | 0  | 3  | 2    | 14   | -12    | 조별리그  |
| 79   | 콩고 민주 공화국      | 0    | 1    | 3    | 0  | 0  | 3  | 0    | 14   | -14    | 조별리그  |
| 80   | 엘살바도르            | 0    | 2    | 6    | 0  | 0  | 6  | 1    | 22   | -21    | 조별리그  |

## 수상
- FIFA 월드컵 대회가 끝난 후 FIFA 테크니컬 스터디 그룹에서 결정하는 상으로 다섯 종류가 있는데 그 내용은 다음과 같다.
  - 골든볼 (Golden Ball): 월드컵 대회에서 최고의 활약을 한 선수에게 수여하는 상이다.
  - 골든부트 (Golden Boot): 월드컵 대회에서 가장 많은 골을 넣은 선수에게 수여하는 상이다.
  - 골든글러브 (Golden Glove): 월드컵 대회에서 최고의 활약을 펼친 골키퍼에게 수여하는 상이다. 1994년 야신상이라는 이름으로 제정되었으며 2010년 대회부터 골든글러브로 명칭이 변경되었다.
  - FIFA 영플레이어상 (FIFA Young Player Award): 월드컵 대회에 처음으로 출전한 21세 이하의 최우수 신인선수에게 수여하는 상이다. 2006년에 베스트 영플레이어상이라는 이름으로 제정되었으며 2018년 대회부터 FIFA 영플레이어상으로 명칭이 변경되었다.
  - FIFA 페어플레이 트로피 (FIFA Fair Play Trophy): 월드컵 대회 동안 최고의 페어 플레이 기록을 세운 팀에게 수여한다. 1970년에 제정되었다.

- FIFA 월드컵 대회 기간 중 FIFA 테크니컬 스터디 그룹에서 결정하는 상이 한 종류 있다.
  - 맨오브더매치 (Man of the Match): 월드컵 대회 매경기마다 최고의 활약을 한 선수에게 수여하는 상이다.

- FIFA 월드컵 대회가 끝난 후 팬투표로 결정하는 상으로 두 종류가 있다.
  - 최고의 골 (Goal of the Tournament): 월드컵 대회 최고의 골을 선정하여 득점자에게 수여하는 상이다.
  - 최고의 인기팀 (Most Entertaining Team): 월드컵 대회 최고 인기팀에게 수여하는 상이다.

- 폐지된 상
  - 올스타팀 (All-Star Team)을 1994년 대회부터 2006년 대회까지 공식적으로 선정하였다.

## 기록
월드컵 대회에 가장 많이 참가한 선수는 멕시코의 안토니오 카르바할과 독일의 로타어 마테우스, 이탈리아의 지안루이지 부폰, 아르헨티나의 리오넬 메시이다. 이들은 각각 다섯 대회에 참가했다. 이 중 메시는 스물여섯 경기에 출전해 가장 많은 경기에 출전한 선수로 기록되었다. 브라질의 펠레는 현재까지 월드컵에서 세 차례 우승을 경험한 유일한 선수이다.
월드컵에서 최다 득점을 기록한 선수는 독일의 미로슬라프 클로제로, 2014년 7월 9일, 2014년 FIFA 월드컵 준결승전에서 16번째 골을 기록하였다. 2번째는 브라질의 호나우두 나자리우로, 세 번의 대회(1998년~2006년)에서 15골을 기록하였다. 3번째는 서독의 게르트 뮐러로, 두 번의 대회(1970년~1974년)에서 14골을 기록하였다.
이색기록으로 독일의 미로슬라프 클로제는 월드컵 역사상 헤딩골을 가장 많이 터트린 선수로서 2002년 대회 조별리그에서는 사우디아라비아를 상대로 오직 헤딩만으로 헤트트릭을 달성하기도 했으며 이 대회에서만 5개의 헤딩골을 넣었다. 현재 클로제가 월드컵에서 헤딩으로 성공시킨 골은 모두 8개이다.
브라질의 마리우 자갈루와 서독의 프란츠 베켄바워와 프랑스의 디디에 데샹은 선수와 감독으로 우승을 경험한 인물이다. 자갈루는 1958년과 1962년에는 선수로, 1970년에는 감독으로 우승을 경험하였으며, 베켄바워는 1974년엔 선수(주장)으로, 1990년에는 감독으로 우승을 경험하였고 데샹은 1998년 선수(주장)으로, 2018년에는 감독으로 우승을 경험하였다. 이탈리아의 비토리오 포초는 현재까지 유일하게 월드컵에서 2번이나 우승을 경험한 감독이다. 현재까지 모든 월드컵의 우승 팀의 감독은 모두 자국 출신의 감독이었다.
브라질의 펠레는 FIFA 월드컵에 출전한 모든 선수들 중 최고로 월드컵 기록이 좋은 선수이다. 그가 직접 뛰어서 월드컵 우승을 3번이나 달성했는데 그 월드컵이 1958년 FIFA 월드컵, 1962년 FIFA 월드컵, 1970년 FIFA 월드컵이다.
아르헨티나의 리오넬 메시와 앙헬 디 마리아는 FIFA 월드컵을 포함한 모든 종류의 축구대회에서 우승한 단 두 명 뿐인 선수이다.
특이하게 2022년 FIFA 월드컵은 11월에 개최되었다.

## 다른 월드컵 대회들
남자 대회
- FIFA U-20 월드컵
- FIFA U-17 월드컵
- FIFA 클럽 월드컵
- FIFA 풋살 월드컵
- FIFA 비치사커 월드컵
- FIFA e월드컵

여자 대회
- FIFA 여자 월드컵
- FIFA U-20 여자 월드컵
- FIFA U-17 여자 월드컵

## 같이 보기
- FIFA 월드컵 결승전 목록
- FIFA 월드컵 기록
- FIFA 월드컵의 상
- FIFA U-20 월드컵
- FIFA U-17 월드컵
- FIFA 클럽 월드컵
- FIFA 비치사커 월드컵
- FIFA 풋살 월드컵
- FIFA 컨페더레이션스컵
- 축구 대회 목록
- 홈리스 월드컵